# Koninklijke Football Club Lommelse Sportkring
K.F.C. Lommel S.K. foi uma equipe belga de futebol com sede em Lommel. Disputava a primeira divisão da Bélgica (Belgian Pro League).
Seus jogos foram mandados no Stade Soeverein, que possui capacidade para 12.911 espectadores. É um dos clubes controlados pelo City Football Group.

## História
O K.F.C. Lommel S.K. foi fundado em 1932.
Um Clube Fênix, chamado Lommel United joga atualmente na segunda divisão da Bélgica (Belgian Second Division).

## Títulos
- Belgian Second Division: 2 (1992, 2001).
- Belgian Third Division: 1 (1987).
- Belgian Fourth Division: 1 (1981).
- Belgian League Cup: 1 (1998).